# Banovina (region)

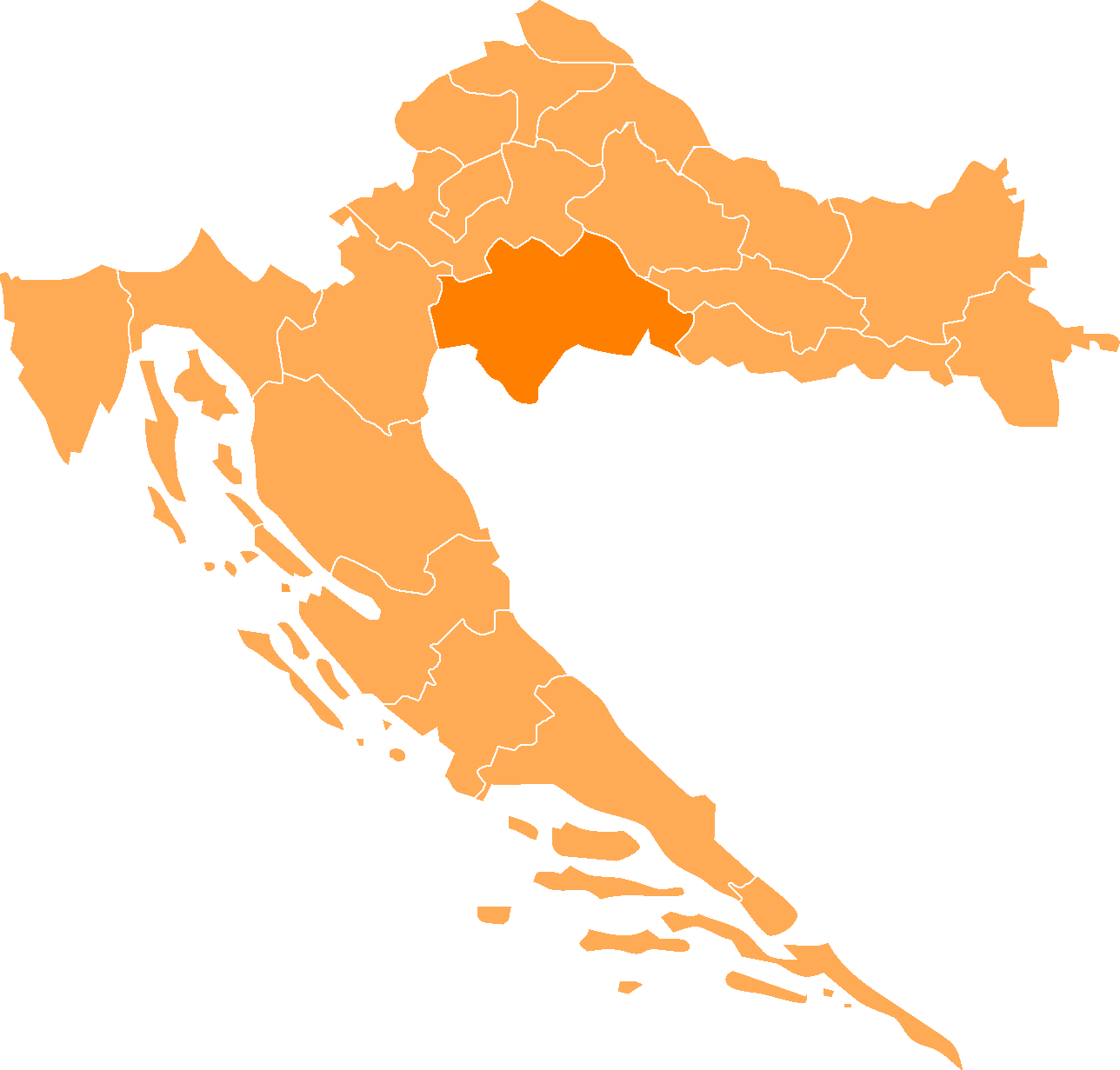
Banovina ligger i Sisak-Moslavinas län.

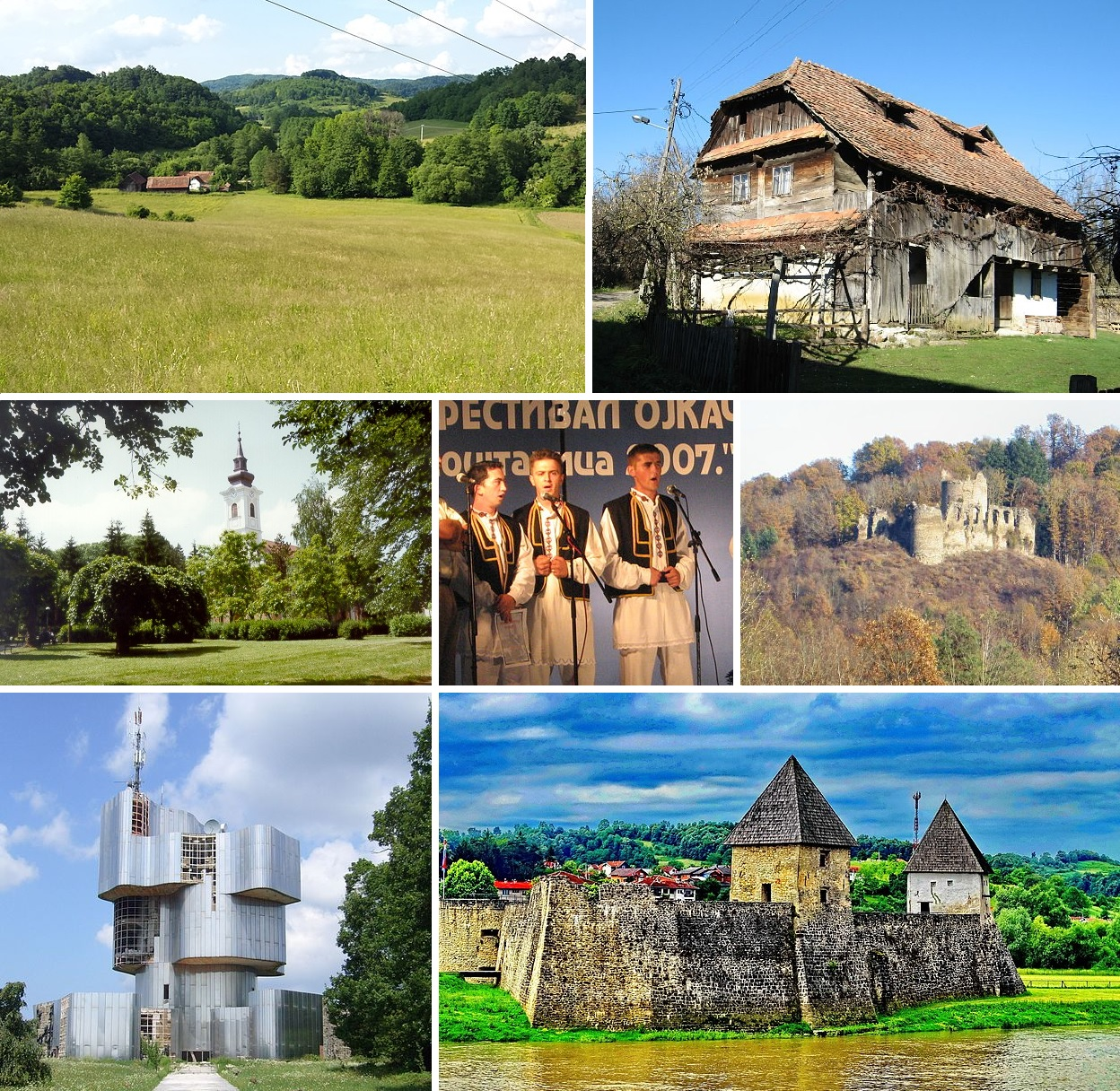

Banovina (äldre namn Banska krajina, Banija) är en region i centrala Kroatien, söder om staden Sisak. Regionen ligger mellan floderna Sava, Una och Kupa och dess namn härleds ifrån den tiden då landet var ett banat. Regionens officiella namn är Banovina men många fortsätter att använda dess traditionella namn Banija.
Området drabbades hårt i det kroatiska självständighetskriget.

## Städer
- Sisak
- Petrinja
- Glina
- Hrvatska Kostajnica
- Dvor